# Igor Sergeev
Igor Sergeev (30 de abril de 1993) é um futebolista usbeque que atua como atacante. Atualmente joga pelo Pakhtakor.

## Carreira
Igor Sergeev representou a Seleção Usbeque de Futebol na Copa da Ásia de 2015.

## Títulos
Pakhtakor
- Campeonato Uzbeque: 2012, 2014, 2015 e 2019
- Copa do Uzbequistão: 2011 e 2019
- Copa da Liga Uzbeque: 2019